# قانون 5 نوفمبر 1605
قانون 5 نوفمبر 1605 ويُعرف أيضًا باسم قانون عيد الشكر، هو قانون صدرَ عن البرلمان البريطاني في أعقاب مؤامرة البارود عام 1606. تمت صياغة مشروع القانون الأصلي وعرضه في 23 يناير 1605/06 بواسطة إدوارد مونتاغو، حيثُ دعى فيه إلى تقديم شكرٍ سنوي لفشل مؤامرة البارود. أُلغيَ هذا القانون في 25 مارس 1859.